# Prithvi Mata
Prithvi (Sânscrito: पृथ्वी, pṛthvī, também pṛthivī) "o\a Grande" é um nome sânscrito para a terra, bem como o nome de uma devi no Hinduísmo e no Budismo.
Como Pṛthvī Mātā a "Mãe Terra", ela contrasta com Dyaus Pita "pai do céu". No Rigveda, Terra e Céu são principalmente chamados duplamente como Dyavaprthivi. Ela é associada com a vaca. Prithu, uma encarnação de Vishnu, ordenhadas-la na forma de uma vaca.
Ela é uma personificação nacional na Indonésia, onde ela é conhecida como Ibu Pertiwi.

## No Budismo

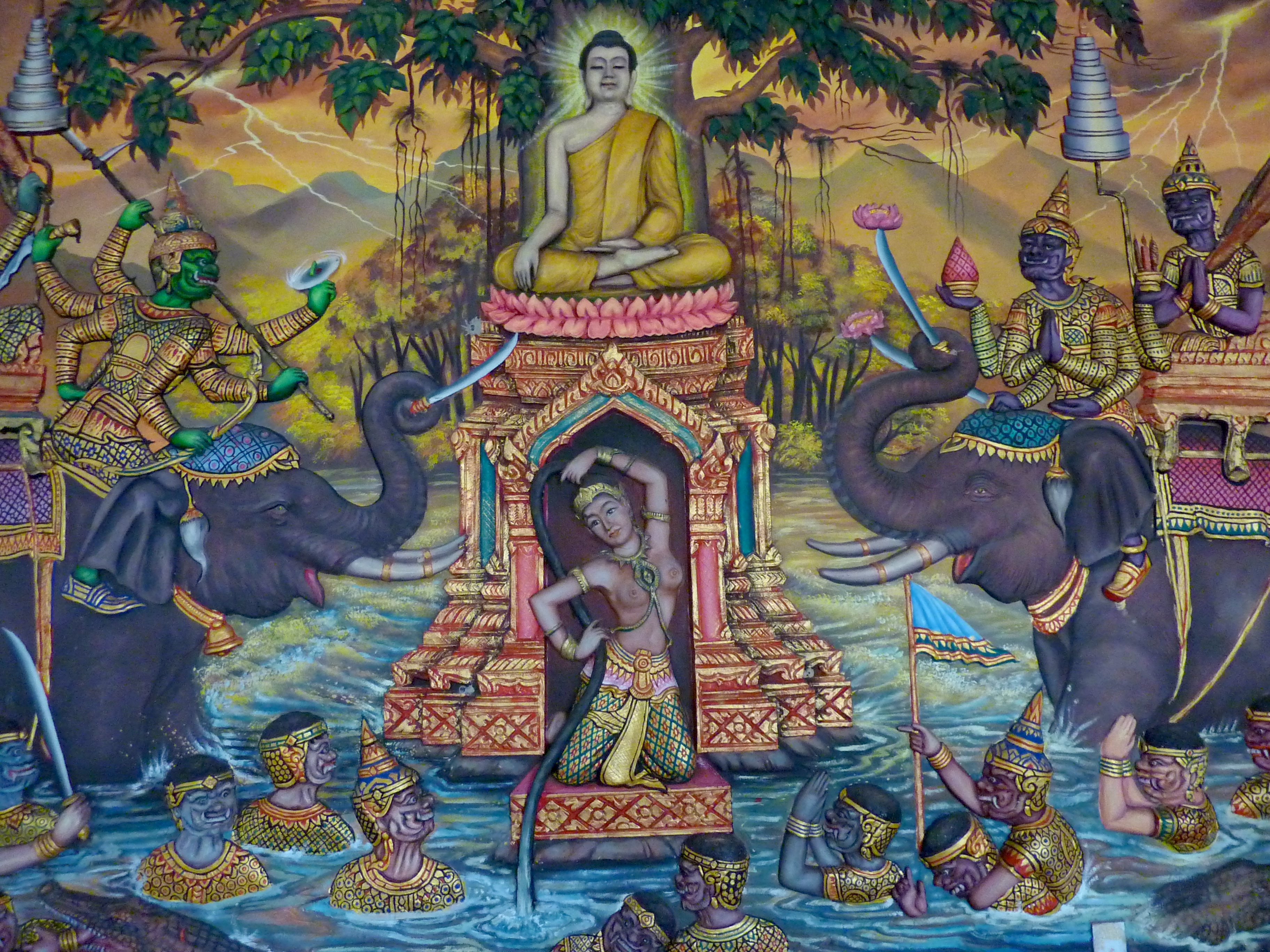
Uma das várias de imagens de Buda transcendendo

Em textos budistas e representações visuais, Pṛthvī é descrita como protetora de Gautama Buda e uma testemunha para a sua iluminação. Pṛthvī aparece no Início do Budismo no Cânone Pāli, dissipando a figura tentadora de Mara para testar a dignidade de Buda Gautama para atingir a iluminação. O Buda é muito freqüentemente ilustrado na arte figurativa empunhando bhūmisparśa ou "tocando a terra" mudrā. 

## OPṛithvī Sūkta
Pṛithvī Sūkta ou Bhūmī Sūkta é um famoso hino do Atharvaveda (AVŚ 12.1) dedicado a Prthivi. É composto de 63 versos.

## Epítetos

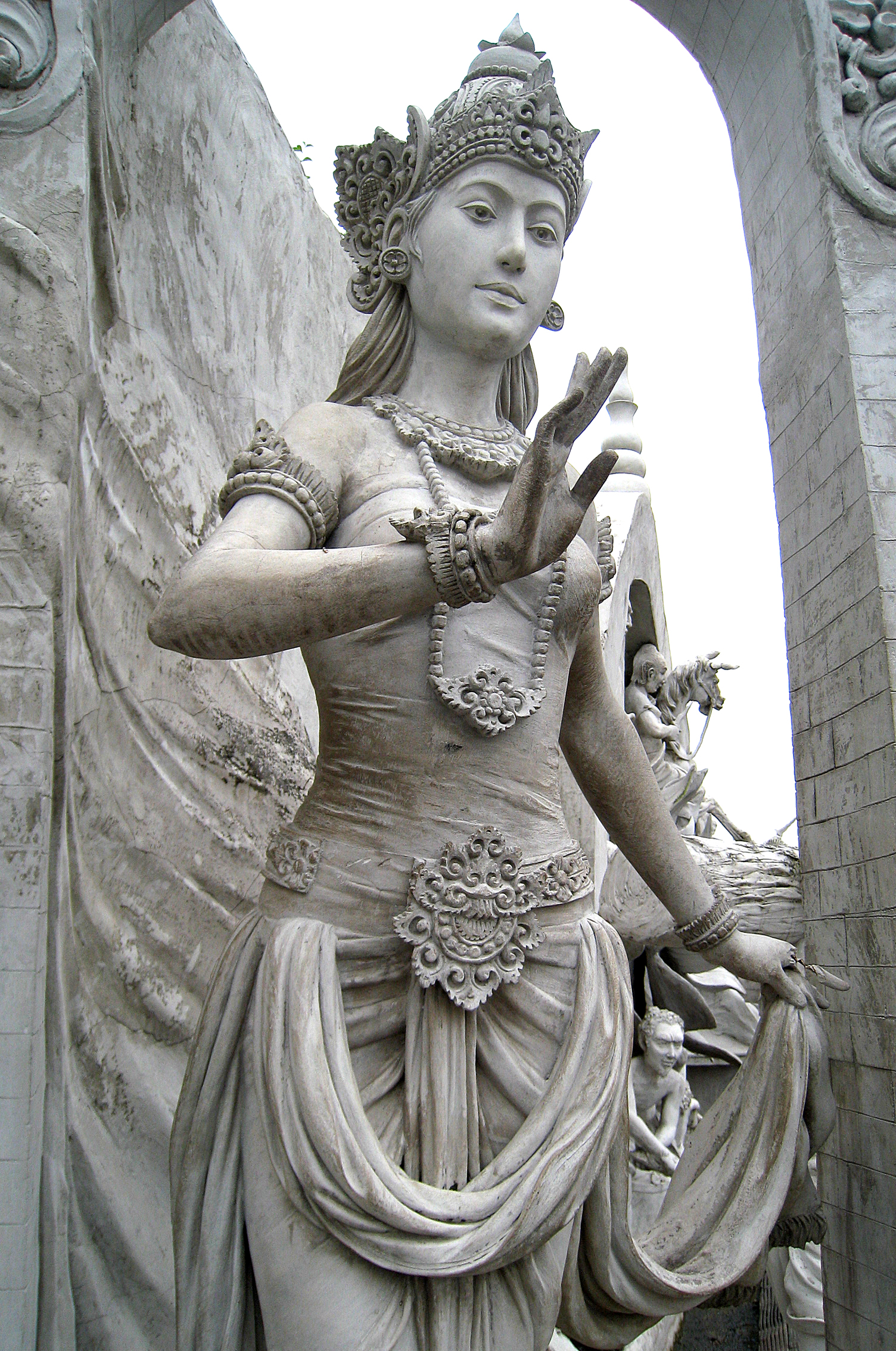
Representação indonésia de Prithvi na antiga régios trajes como Ibu Pertiwi no Monumento Nacional da Indonésia.

| Categoria   | Transliteração                | Tradução                            |
| ----------- | ----------------------------- | ----------------------------------- |
| Fornecedor  | Bhūmi                         | Solo                                |
| Fornecedor  | Datri                         | Mãe da Enfermagem                   |
| Fornecedor  | Daritri                       | Educadora                           |
| Fornecedor  | Janitra                       | Local de nascimento                 |
| Fornecedor  | Medini                        | Educadora                           |
| Fornecedor  | Prshni                        | Mãe das Plantas                     |
| Fornecedor  | Vanaspatinam Grbhir Osadhinam | Ventre das Floresta Árvores e Ervas |
| Fornecedor  | Vishvadhaya                   | Todos Nutrir                        |
| Fornecedor  | Vishvagarbha                  | Ventre do Mundo                     |
| Fornecedor  | Vishvamshu                    | Produtora de Tudo                   |
| Fornecedor  | Vishvasvam                    | Fonte de Tudo                       |
| Sustentador | Dhar                          | Pilar                               |
| Sustentador | Drdha                         | Constante                           |
| Sustentador | Ksama                         | Uma Paciente                        |
| Sustentador | Sthavara                      | Estável                             |
| Sustentador | Vishdava                      | Todos Preserva                      |
| Sustentador | Vishvadharini                 | Todos Apoia                         |
| Sustentador | Vishvamhara                   | Todos Transporta                    |
| Enricher    | Ratnagarbha                   | Repositório de Gemas                |
| Enricher    | Ratnavati                     | Cheia de Jóias                      |
| Enricher    | Vasundhara                    | Portadora de Tesouro                |

## Leia também
- Dicionário Hindu de Folclore e lendas (ISBN 0-500-51088-1) por Anna Dallapiccola
- Deusas Hindus: Visão do Divino Feminino na Tradição Religiosa Hindu (ISBN 81-208-0379-5) por David Kinsley